# Tuineje
Tuineje – gmina w Hiszpanii, w prowincji Las Palmas, we wspólnocie autonomicznej Wysp Kanaryjskich, o powierzchni 275,92 km². W 2011 roku gmina liczyła 13 615 mieszkańców.